# جاك فاريل
جاك فاريل (بالإنجليزية: Jack Farrell)‏ (1873 في المملكة المتحدة - 22 فبراير 1947) هو لاعب كرة قدم بريطاني (وحمل سابقاً جنسية المملكة المتحدة لبريطانيا العظمى وأيرلندا) في مركز الهجوم. لعب مع ستوك سيتي ونادي ساوثهامبتون ونادي نورثامبتون تاون ووست هام يونايتد والرابطة الحادية عشر لكرة القدم ‏ وNew Brighton Tower F.C. ‏ وDresden United F.C. ‏.